# Vittore (console 424)
Flavio Vittore (in latino: Flavius Victor; fl. 424) è stato un politico bizantino.
Fu nominato console nel 424, per volere della corte orientale; poiché il console dell'Impero romano d'Occidente, Flavio Castino, era sostenitore dell'usurpatore Giovanni Primicerio e come tale non fu riconosciuto console in Oriente, Vittore non fu a sua volta riconosciuto nella parte occidentale dell'Impero.